# IC 657
IC 657 ist eine Balken-Spiralgalaxie vom Hubble-Typ SBa mit aktivem Galaxienkern im Sternbild Löwe auf der Ekliptik. Sie ist schätzungsweise 426 Millionen Lichtjahre von der Milchstraße entfernt und hat einen Durchmesser von etwa 155.000 Lichtjahren.
Das Objekt wurde am 18. Mai 1893 vom französischen Astronomen Stéphane Javelle entdeckt.